# Caligula heinrichi
Caligula heinrichi är en fjärilsart som beskrevs av Lemaire 1976. Caligula heinrichi ingår i släktet Caligula och familjen påfågelsspinnare. Inga underarter finns listade i Catalogue of Life.